# Susanna im Bade (Lovis Corinth)
Susanna im Bade (BC 74) ist ein frühes Gemälde des deutschen Malers Lovis Corinth, das 1890 in seiner Heimatstadt Königsberg entstand. Corinth malte es in zwei geringfügig voneinander verschiedenen Versionen, von denen er die erste im Jahr 1891 im Salon de Paris ausstellte. Diese verschollen geglaubte Fassung wurde erst 2006 bei einer Auktion aus Privatbesitz wiederentdeckt. Die bekanntere zweite Version befindet sich dagegen seit 1966 in der Sammlung des Museums Folkwang in Essen.
Das in Öl auf Leinwand ausgeführte hochformatige Bild misst 159 × 111 Zentimeter. Corinth greift darin die in der bildenden Kunst beliebte und häufig verarbeitete Bibelgeschichte der Susanna im Bade auf und setzt sie als Aktdarstellung um. Das Gemälde zeigt die unbekleidete Susanna nach dem Baden, die heimlich von zwei Männern beobachtet wird. Als Vorlage für die beiden Beobachter diente der Künstler selbst, der sich damit als Voyeur darstellte. Bemerkenswert ist die sehr realistische und naturalistische Darstellung der Susanna, die nicht den gängigen Malweisen der damaligen Meister entsprach. Die Kombination aus einer Aktdarstellung und einem Historienbild traf jedoch den zu dieser Zeit vorherrschenden Geschmack des Publikums.

## Bildbeschreibung
Das Gemälde zeigt eine nackte junge Frau, die sich nach dem Bad abtrocknet und ankleidet. Der Maler befindet sich in leichter Unterposition und schaut seitlich auf den etwas erhöht sitzenden Körper der Dargestellten. Susanna ist großfigurig im Vordergrund des Bildes auf einer Bank sitzend und in vorgebeugter Haltung von der rechten Seite dargestellt. Sie greift mit ihrer rechten Hand in ein auf dem Boden liegendes weißes Handtuch, der rechte Arm bedeckt dabei den oberen Teil ihrer Brust, wobei die Brustwarze sichtbar bleibt, und einen Abschnitt des Oberschenkels. Die linke Hand hält bereits ein Ende des Handtuchs und ist angewinkelt auf das linke Knie gelegt. Der Rücken ist gebogen und die Schultern weisen nach vorn, während sie sich das Bein abtrocknet. Der Kopf ist nur leicht erhoben, das Gesicht liegt im Schatten und die Augen sind auf die Kleidung gerichtet. Der Rücken ist durch einen Lichteinfall von der linken Seite hell beleuchtet und befindet sich im Zentrum des Bildes, der Vorderkörper und die Beine liegen im Schatten der rechten Hälfte.
Den Hintergrund bildet eine glatte Wand aus großen und hellen Steinplatten mit einzelnen Fugen. Sie nimmt etwa drei Viertel der vorderen Breite des Bildes ein und stellt somit vollständig den Hintergrund für die sich ankleidende Frau dar. Das letzte Viertel zeigt einen zur linken Seite im oberen Bereich zurückgezogenen grauen Vorhang. In der Lücke ist vor einem blauen Himmel das Gesicht eines bärtigen Mannes zu sehen, der direkt auf die unbekleidete Frau blickt, ein weiterer Mann mit undeutlicherem Gesicht steht hinter ihm und blickt ebenfalls auf die Frau. Auf der Bank, auf der die Frau sitzt, und auf dem Boden liegt ihre Kleidung, bestehend aus einem weißen Unterkleid und einem bunten Gewand aus rotem und goldenem Stoff. Auf der Kleidung liegt ein goldener Armreif, am Boden liegen zudem eine Rosenblüte und ein weiterer Armreif.
Das Bild ist an der rechten Seite etwa in der Mitte auf der Wand signiert und datiert mit Lovis Corinth KBG 1890.

## Hintergrund und Entstehung
Susanna im Bade nimmt Bezug auf die häufig aufgegriffene biblische Geschichte der Susanna im Bad aus den Apokryphen zum Buch Daniel. Darin wird die gottesfürchtige Susanna beim Baden im Garten ihres Mannes von zwei Ältesten oder Richtern des Volkes beobachtet und nachfolgend bedrängt. Sie verweigert sich den Männern, die sich daraufhin rächen, indem sie Susanna des Ehebruchs bezichtigen. In der nachfolgenden Gerichtsverhandlung werden sie von Daniel entlarvt und zum Tode verurteilt.
Susanna im Bade wurde 1890 von Corinth in zwei Fassungen gemalt, die sich nur in sehr wenigen Details unterscheiden. Entsprechend der Signatur entstanden sie in seiner Heimat in Königsberg, heute Kaliningrad. Laut Charlotte Berend-Corinth sind beide Fassungen fast identisch: „Die Unterschiede bestehen in der Behandlung des Armreifs auf der Bank, der Rose auf dem Boden und des Faltenwurfs.“ Sie notierte zudem bei der Beschreibung des ebenfalls in Königsberg gemalten Porträts Polanger Jüdin (BC 76), dass es sich dabei um eine Vorarbeit für das Gemälde Susanna im Bade handelte. Es ist entsprechend anzunehmen, dass diese junge Frau als Modell für die Susanna wirkte.

### Zeitliche Einordnung

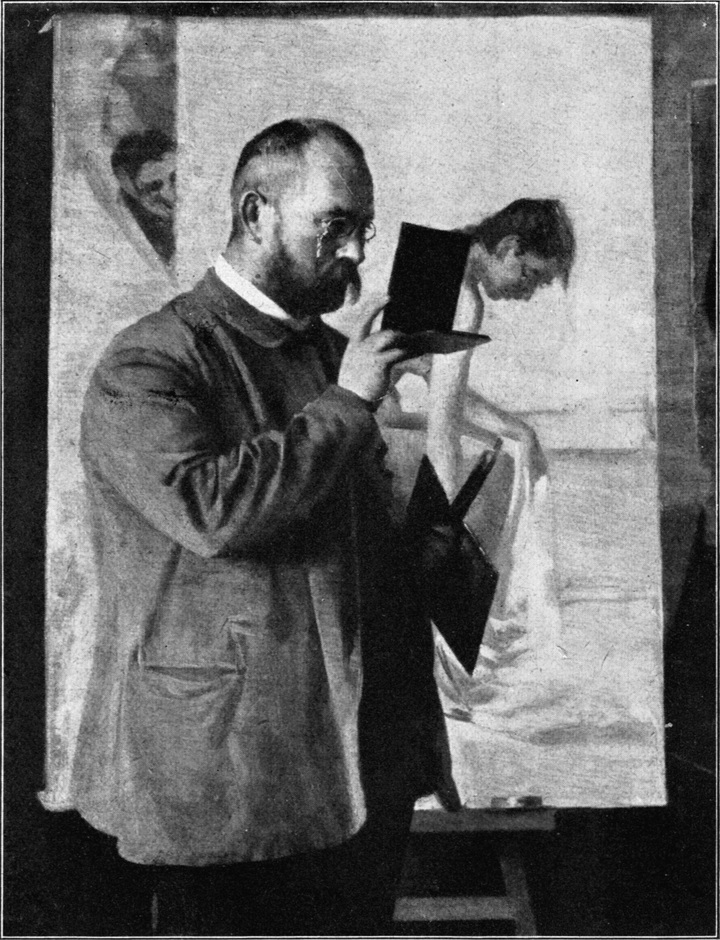
Lovis Corinth, porträtiert von Carl Bublitz 1890 vor dem unfertigen Gemälde der Susanna im Bade

Lovis Corinth ging 1880 für sein Kunststudium an die Kunstakademie nach München, die zu der Zeit als bedeutendstes Zentrum für Malerei neben Paris galt. Er besuchte die Kurse von bekannten Malern wie Franz Defregger, Wilhelm Trübner und Ludwig von Löfftz und schloss sich der Strömung des Naturalismus an. Daneben spielte allerdings auch die Aktmalerei eine große Rolle in seiner Ausbildung. Nach einer kurzen Unterbrechung durch seinen Militärdienst von 1882 bis 1883 ging Corinth 1884 für drei Monate nach Antwerpen zu Paul Eugène Gorge und im Oktober 1884 für drei Jahre nach Paris, wo er in die Privatakademie Académie Julian eintrat. Die Académie Julian bot zur damaligen Zeit vor allem eine Möglichkeit für ausländische Maler und auch Frauen, die an der renommierten École des Beaux-Arts in der Regel abgewiesen wurden. Seine Lehrer waren Tony Robert-Fleury und William Adolphe Bouguereau, bei denen er sich vor allem mit der Aktmalerei von Frauen (peinture de la femme) befasste. Vor allem Bouguereau hatte einigen Erfolg mit mythologischen und allegorischen Szenen, die von meist weiblichen Akten bevölkert waren; Corinth besuchte und beobachtete beide in ihrem Atelier in der Galérie Montmartre.
Sein bei Gorge gemaltes Bild Das Komplott wurde 1885 als erstes Bild von ihm im Pariser Salon gezeigt. 1887 zog Lovis Corinth nach Berlin und verbrachte dort den Winter, in dem er unter anderem Max Klinger, Walter Leistikow und Karl Stauffer-Bern kennenlernte. In Berlin entstand wahrscheinlich auch sein erstes Selbstbildnis, dem im Laufe seines Lebens noch etliche folgten. Im darauffolgenden Jahr kehrte er jedoch erst einmal zurück zu seinem mittlerweile schwerkranken Vater nach Königsberg und porträtierte ihn dort noch mehrmals, bevor dieser am 10. Januar 1889 starb.
Die Susanna im Bade malte Corinth  im Jahr nach dem Tod seines Vaters, noch in der ostpreußischen Stadt Königsberg. Sein Künstlerkollege Carl Bublitz porträtierte Corinth in dem Jahr vor dem noch unfertigen Gemälde der Susanna im Bade, während dieser sich in einem Handspiegel betrachtete, um die zwei Alten im Hintergrund zu malen. Corinth selbst malte im Gegenzug ein Porträt des Malers Bublitz, bei dem er wie auch in dem ebenfalls in Königsberg gemalten Porträt des Schauspielers Ragall seine Erfahrungen aus Antwerpen und Paris umsetzte und diese mit deutlichen Anleihen an die Malerei von Frans Hals gestaltete. Bublitz porträtierte er in seinem eigenen Atelier vor dem noch unfertigen Bildnis Schwimmanstalt bei Grothe, Königsberg.
Ebenfalls 1890 bekam das Gemälde Pietà, das er beim Pariser Salon eingereicht hatte, eine Auszeichnung. Corinth entschloss sich, wieder nach München zurückzukehren, um dort weiter zu arbeiten. Auch Susanna im Bade reichte er beim Pariser Salon ein und sie wurde 1891 dort präsentiert. Die Kombination aus einer Aktdarstellung und einem Historienbild entsprach dem zu der Zeit vorherrschenden Geschmack des Publikums und der Jury des Salons, weshalb das Bild angenommen wurde. In seiner Selbstbiografie erwähnte Corinth das Bild nicht, jedoch schildert er seine Freude über die Auszeichnung der Pietà:

„So arg viel sollte ich nicht vorfinden, denn mein Vater hatte stets vorsichtig gewirtschaftet, auch war der Besitz hauptsächlich in einigen Häusern angelegt. Ich mußte mich immerhin, so viele Fähigkeiten ich dafür besaß, praktisch betätigen, doch wollte ich meine Zeit für die Kunst in keinem Falle irgend wie verkürzen. Ich mietete einstweilen ein kleines Atelier und malte so gut ich es konnte. Ein Motiv aus der Pariser Zeit spukte mir immer noch im Kopfe herum, welches mich heftig verlangte, daß ich es malen mußte: »Ein Leichnam Christi auf rotem Ziegelfußboden.« Ich schickte es 1890 in den Salon und erhielt dort endlich die so heiß erstrebte »Mention honorable.« Jetzt ist das Bild in der Galerie zu Magdeburg. So hatte ich nun doch meinen Zweck, freilich einige Jahre später, glücklich erreicht. Aber vor allen Dingen ermutigte mich dieser kleine Erfolg, um meine Zelte in Königsberg abzubrechen und nach München zurückzugehen.“

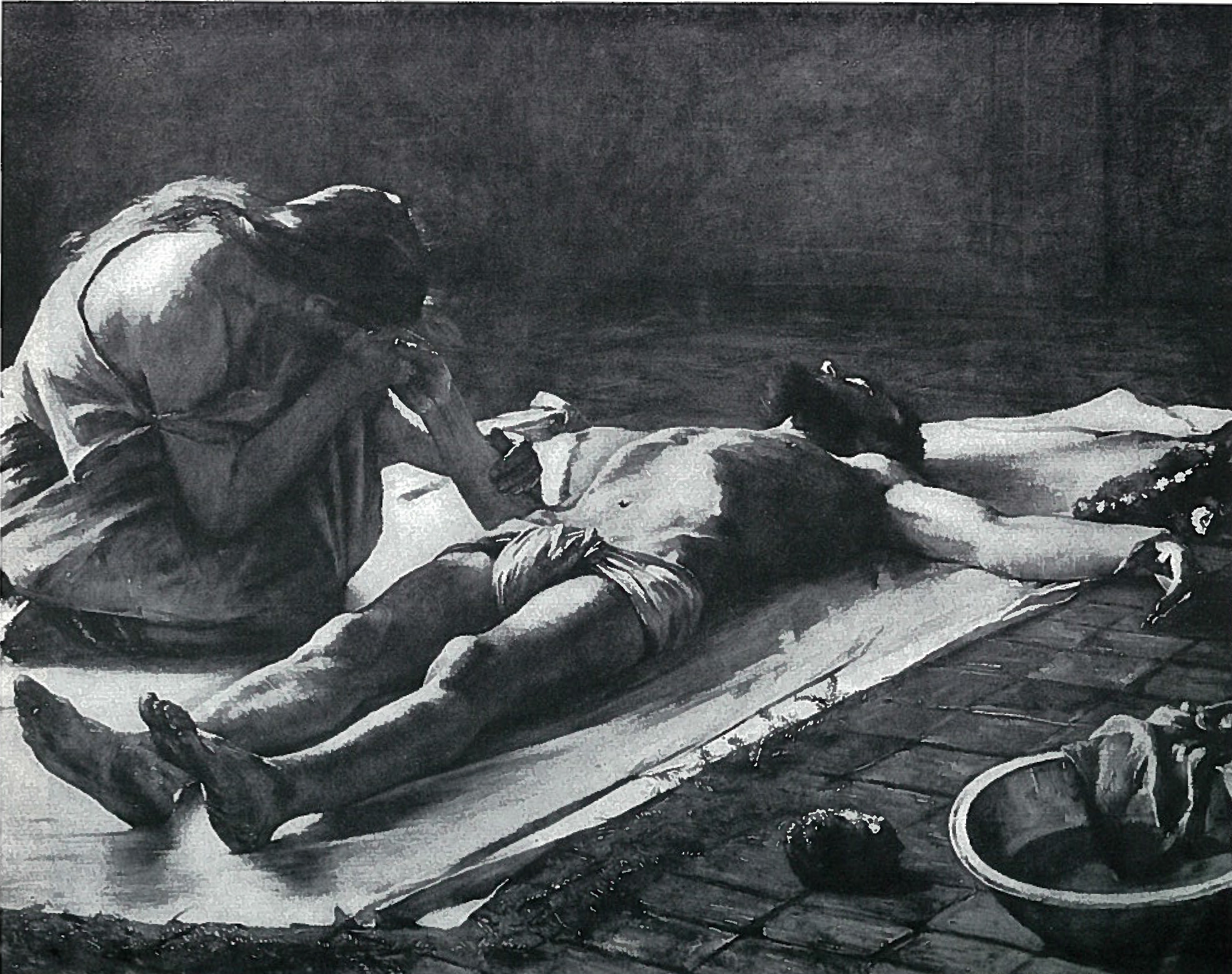
Pietà, 1889 (1945 zerstört)
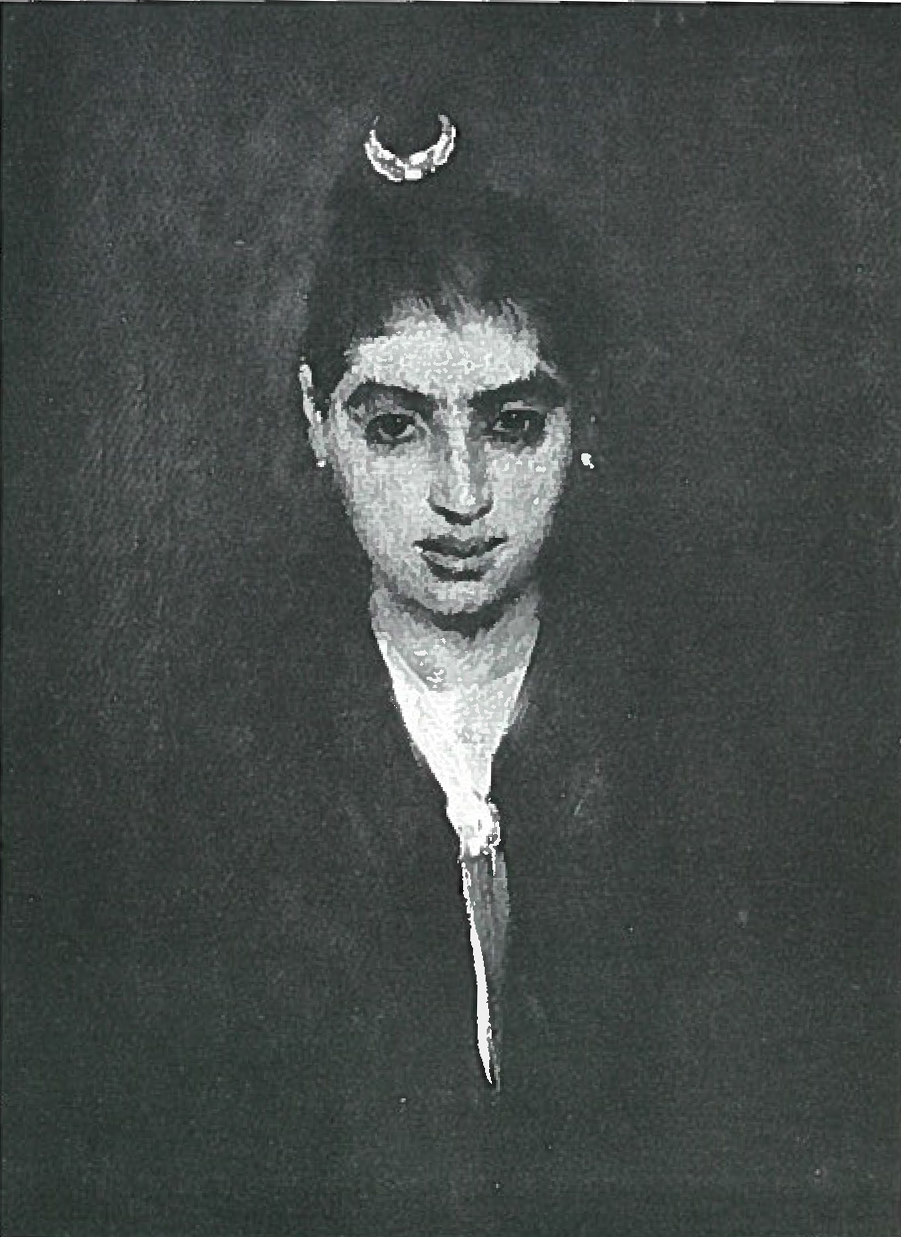
Polanger Jüdin, 1890 (Verbleib unbekannt)
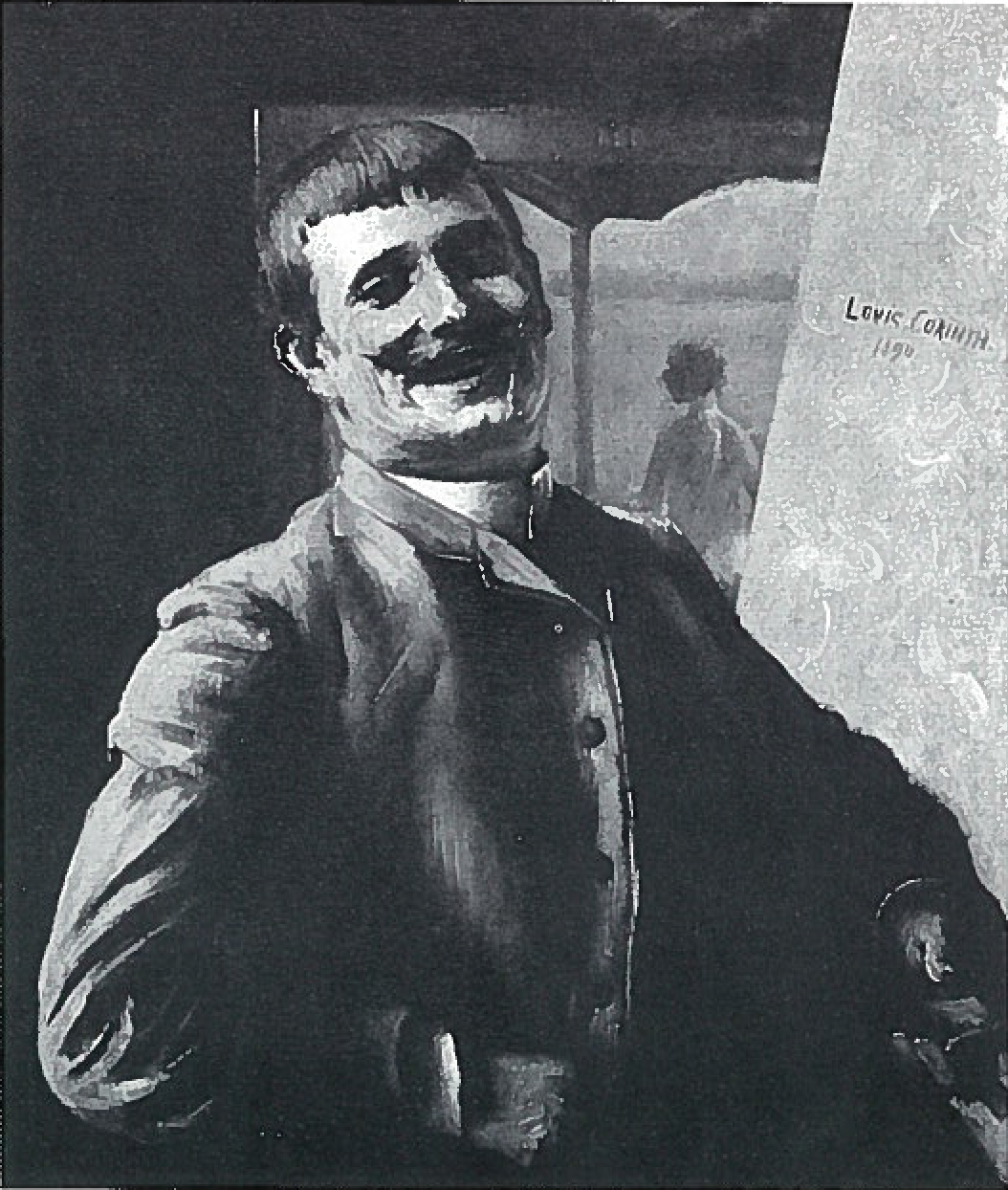
Porträt des Malers Bublitz, 1890
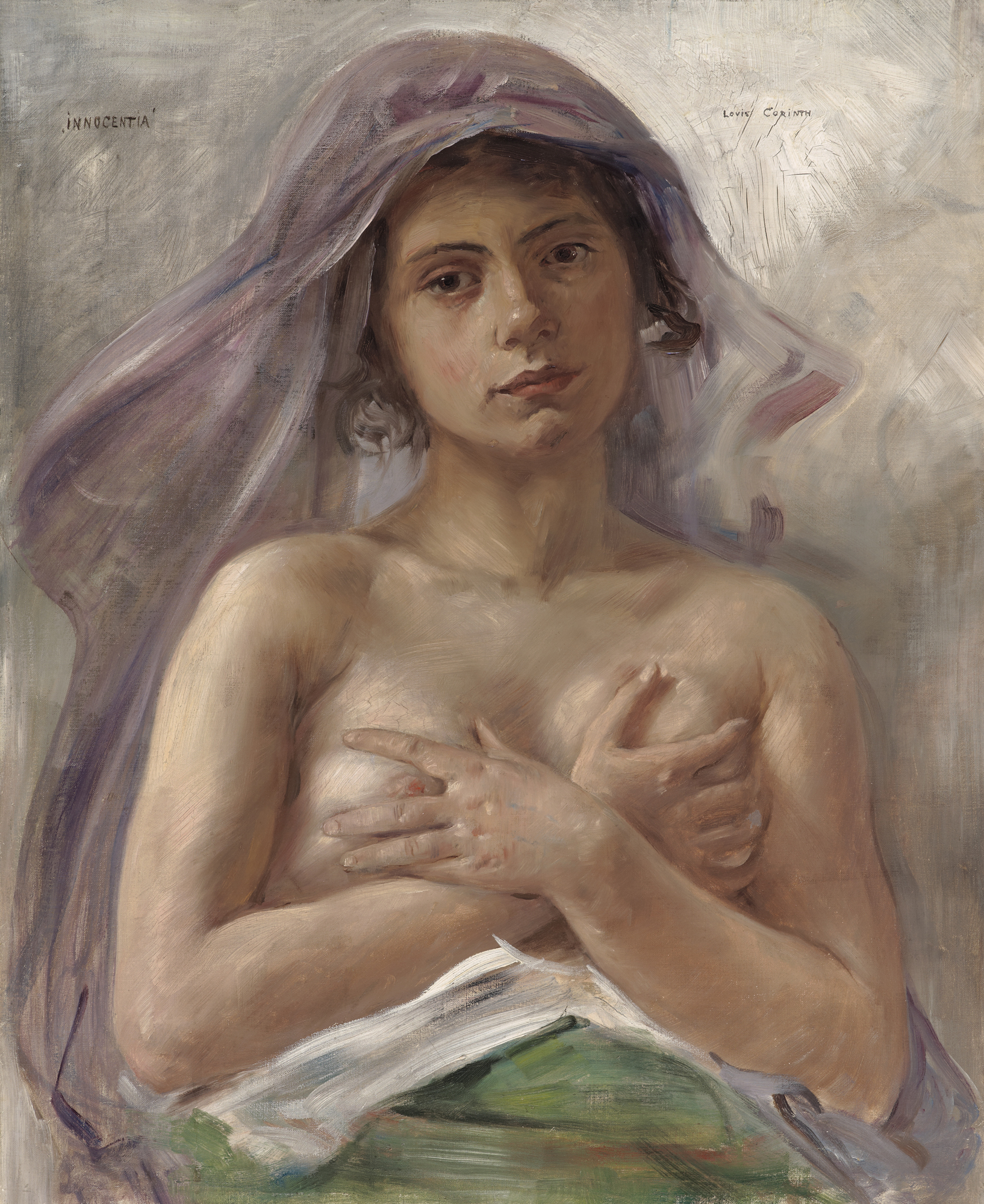
Innocentia, 1890
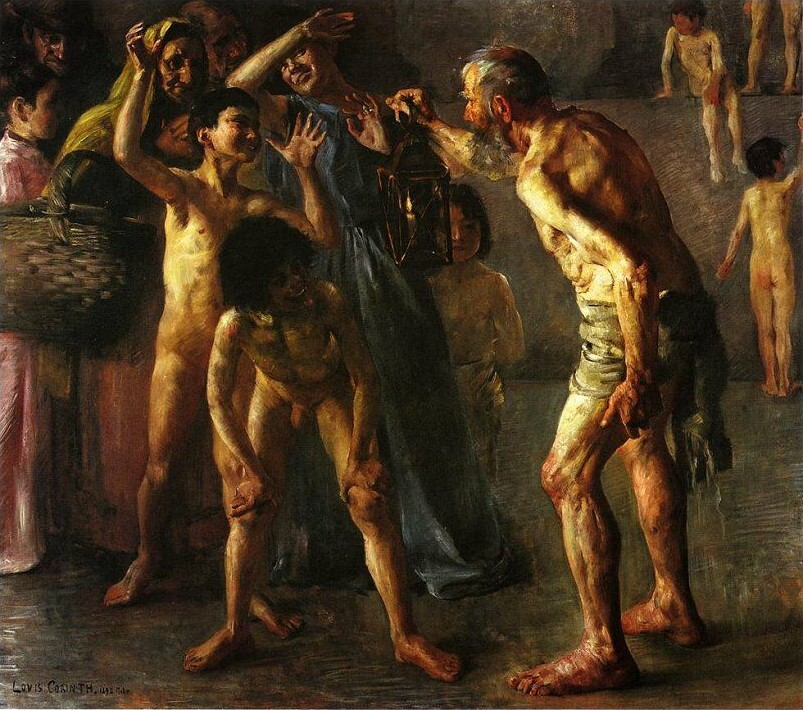
Diogenes, 1891

1891 kehrte er entsprechend nach München zurück und konzentrierte sich auf seine weitere Karriere als Maler, wobei er die verschiedenen aktuellen Strömungen in Anlehnung an Klinger, Hans Thoma und Arnold Böcklin aufnahm, die mehr und mehr Farbe in die vorher von tonigen Brauntönen beherrschten Bilder brachten.

### Einordnung in das künstlerische Werk
Susanna im Bade gehörte zu den frühen Werken Corinths und es war eines der ersten Werke, bei denen er ein Motiv mit religiösem Hintergrund wählte. 1889 hatte er mit dem Leichnam Christi und vor allem dem davon abgeleiteten Werk Pietà internationalen Erfolg, und mit Susanna im Bade griff er ein weiteres biblisches Motiv auf. Hier verband er es mit seiner Leidenschaft für Frauenaktdarstellungen, die sein Werk bereits von Beginn an begleiteten und vor allem in den Lehrjahren einen Schwerpunkt darstellten. Laut Maria Makela nutzte Corinth die Darstellung von mythologischen, literarischen und damit auch biblischen Themen regelmäßig dazu, soziale und politische Bedenken zu artikulieren.
Corinth greift das Motiv der Susanna hier zum ersten Mal auf. Er beschäftigte sich im Laufe seines Lebens regelmäßig damit, sodass es ihn während seiner gesamten Schaffenszeit begleitete. Er kehrte immer wieder zum Thema zurück, unter anderem in Gemälden aus den Jahren 1897, 1909 und 1923 sowie in einzelnen Zeichnungen und Grafiken, was seine wechselnde Sichtweise auf die Geschichte und seine Entwicklung als Künstler verdeutlicht. Sevcik schließt daraus, dass das Motiv der Susanna für Corinth mehr als nur einen beliebigen „Vorwand der Nobilitierung der für ihn wichtigen Aktmalerei“ bot und er „das Motiv nicht nur zur Lösung künstlerischer Formfragen heranzog.“

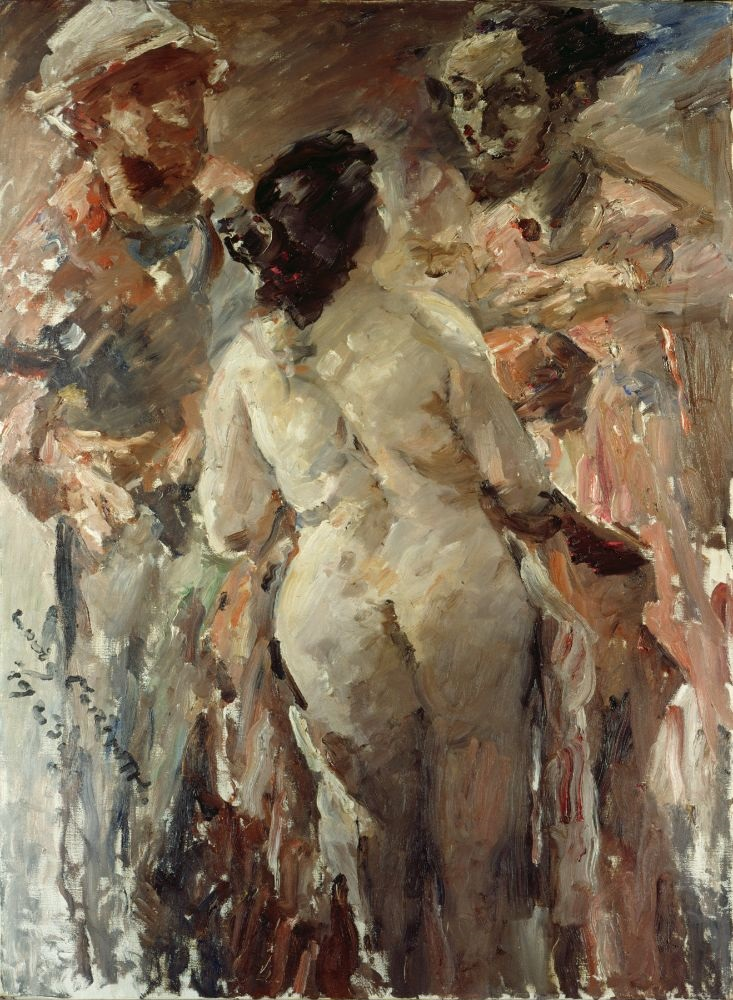
Susanna und die beiden Alten, 1923 (BC 910)

Während er in dieser Susanna im Bade allerdings den voyeuristischen Aspekt der Geschichte in den Vordergrund stellt, widmet er sich in späteren Bildern der Bedrängung der Susanna durch die beiden Männer. In dem Gemälde Susanna und die beiden Alten von 1897 bedrängen die beiden Männer die auf der Bank sitzende Frau von hinten, sie wird entsprechend im Frontalakt dargestellt. Bei Susanna im Bade von 1909 wählt Corinth eine ähnliche Szene, allerdings wird hier aus der Bedrängung bereits ein handfester Übergriff, indem die Alten die junge Frau bereits an der Schulter herabdrücken und ihr sehr nah kommen. Zu diesem Bild existiert zudem eine Radierung von Corinth aus dem Jahr 1914. 1923 malte Corinth die Szene nochmals, jetzt in Form eines Rückenakts der Susanna, die unbekleidet vor den beiden Männern steht; er entspricht im Motiv einer Zeichnung, die Corinth bereits 1890 anfertigte und 1923 kolorierte.

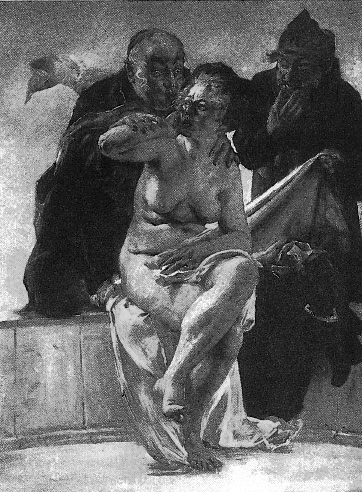
Susanna und die beiden Alten, 1897 (BC 144; Verbleib unbekannt)
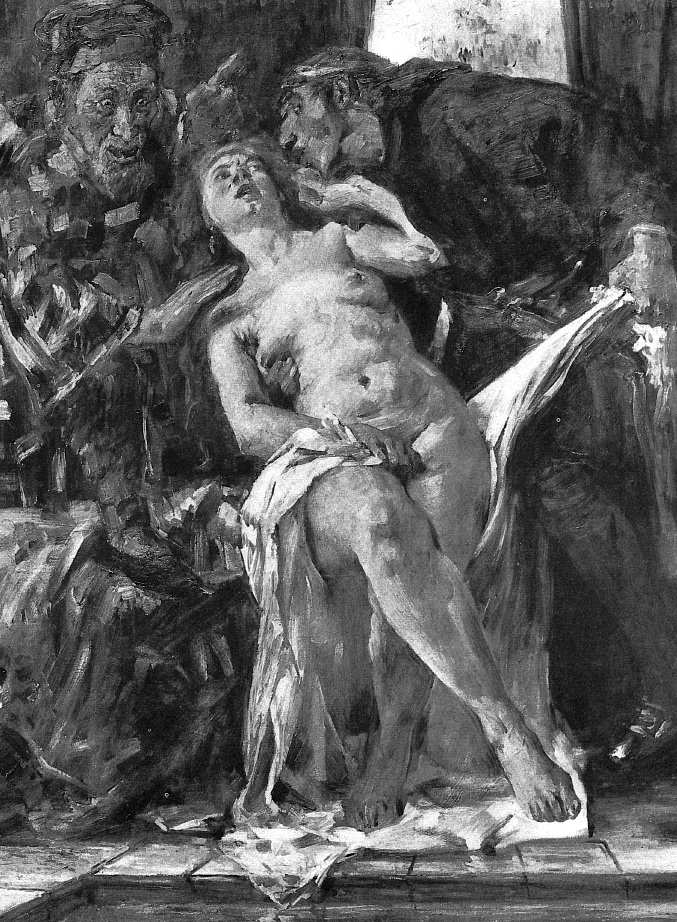
Susanna im Bade, 1909 (BC 387; Verbleib unbekannt)
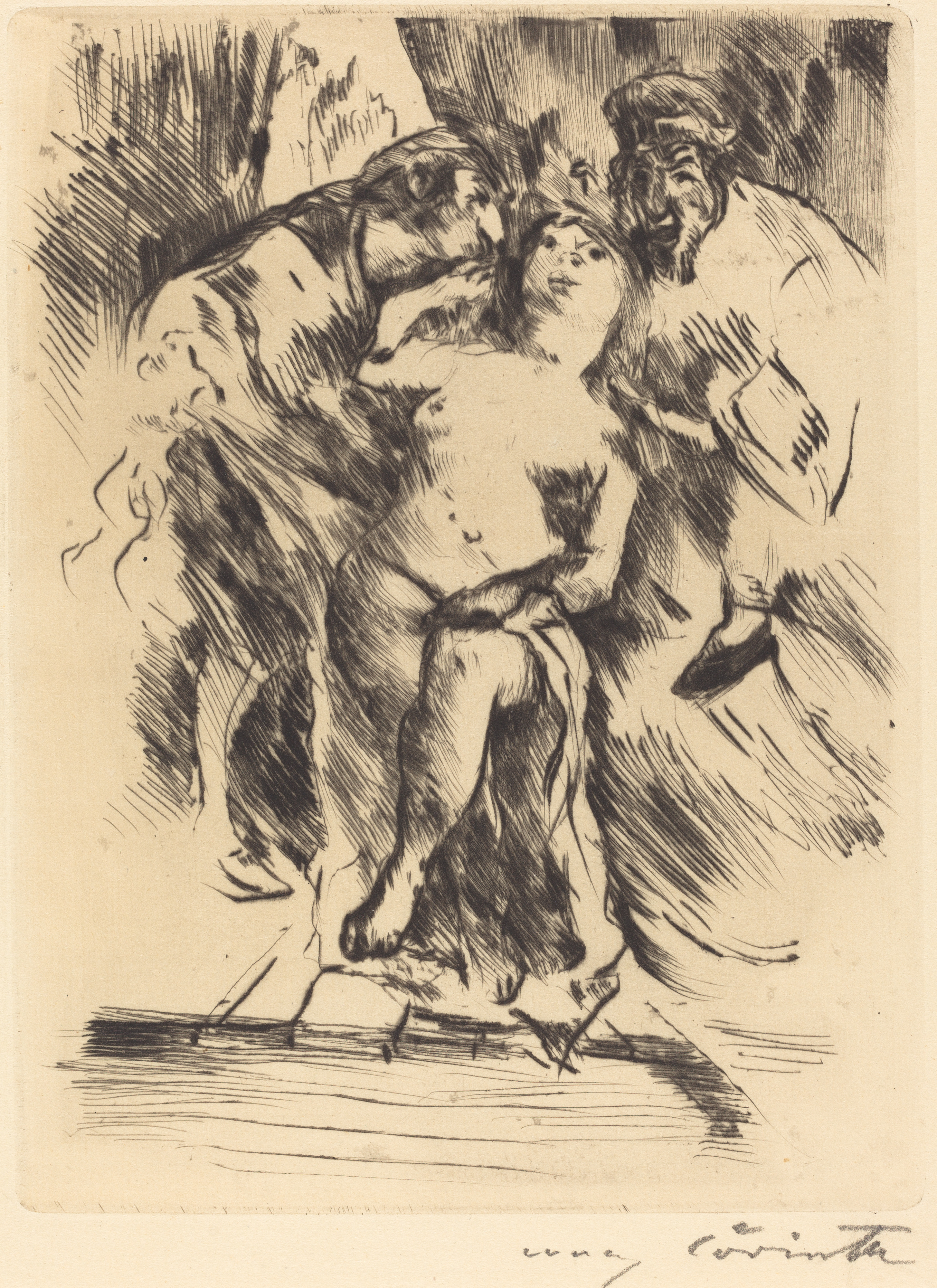
Susanna im Bade, 1914 (Kaltnadelradierung)
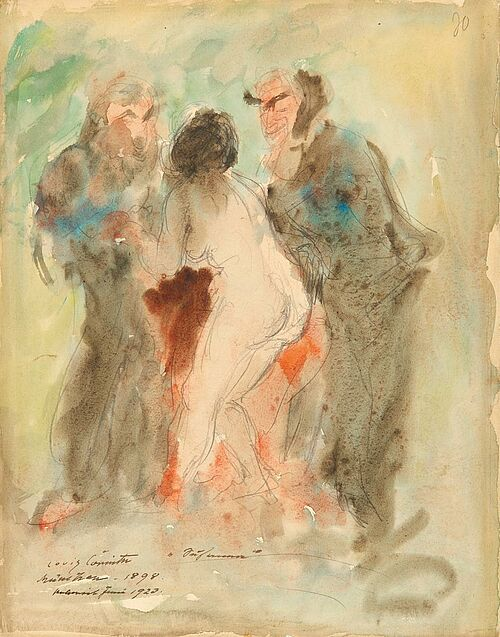
Zeichnung Susanna; gezeichnet 1890, koloriert 1923

Für die Darstellung der Alten steht Corinth selbst Modell, was durch das Gemälde von Bublitz belegt ist. Obwohl seine Züge fratzenhaft überzeichnet werden, lässt sich daraus auch eine Parallele zu den zahlreichen Selbstbildnissen Corinths ziehen.

## Deutung und Rezeption

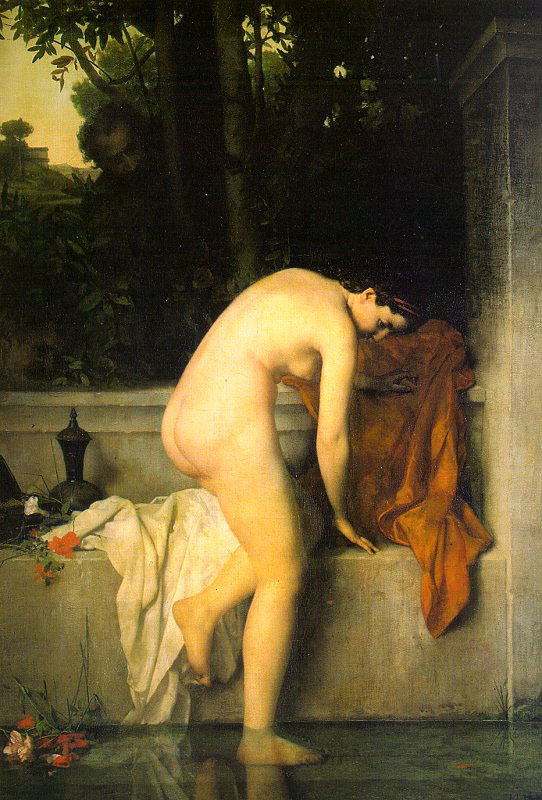
Jean-Jacques Henner: Die keusche Susanna, um 1863

Das Motiv der Susanna steht in einer langen Bildtradition, die während der Renaissance- und Barockzeit beginnt und bis in die Moderne reicht. Bekannte Werke und potenzielle Vorbilder stammen dabei, neben zahlreichen anderen, unter anderem von Jacopo Tintoretto oder Rembrandt. Corinth widmete sich allerdings nicht, wie viele andere, „dem häufig mit drastischem Begrapschen dargestellten Überfall der Alten, sondern dem seltener gewählten, verhaltenen ‚Belauschungsmoment‘.“
Das Bild von Corinth wird dabei gelegentlich mit dem Bild Die keusche Susanna des französischen Salonmalers Jean-Jacques Henner verglichen, das dieser um 1863 malte und das einen vergleichbaren Aspekt aus der Geschichte darstellt. Corinth kannte dieses zeitgenössische Bild wahrscheinlich aus einer Ausstellung im Palais Luxembourg. Dabei stellt etwa Andrea Bärnreuther heraus, wie sich die Darstellung und Malerei Corinths von der der französischen Maler der Zeit unterscheidet: „Corinths Intention zielte darauf, die Aktdarstellung zu entformeln und der phrasenhaften, jeden sinnlichen Gedanken fernhaltenden Darstellung das entwichene Leben zurückzugeben.“ Nach Sevcik 2022 unterscheiden sich die Bilder vor allem durch den „lockeren Pinselstrich“ Corinths: „Corinths Inkarnat flirrt, die Draperien fließen, der Boden funkelt einer Wasserfläche gleich“.

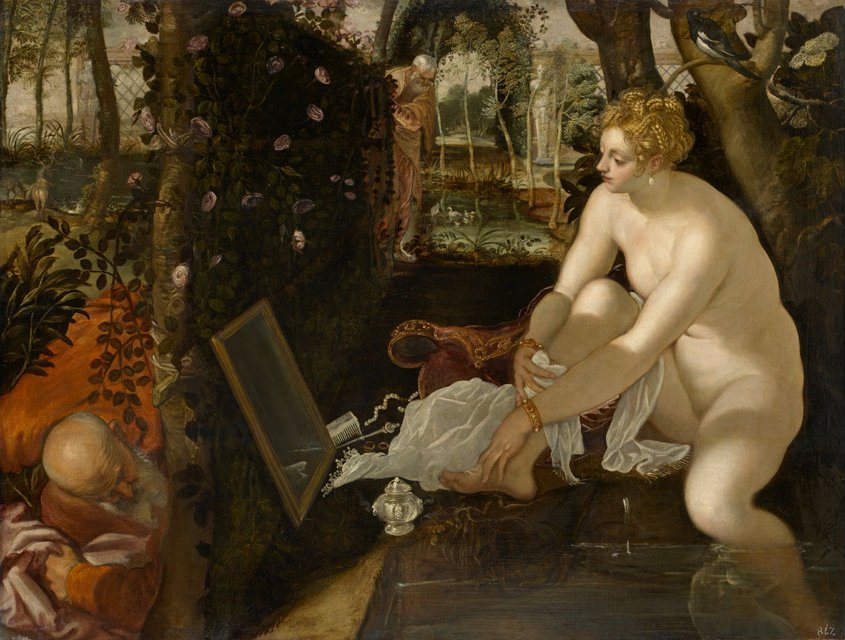
Jacopo Tintoretto: Susanna im Bade, 1555/56
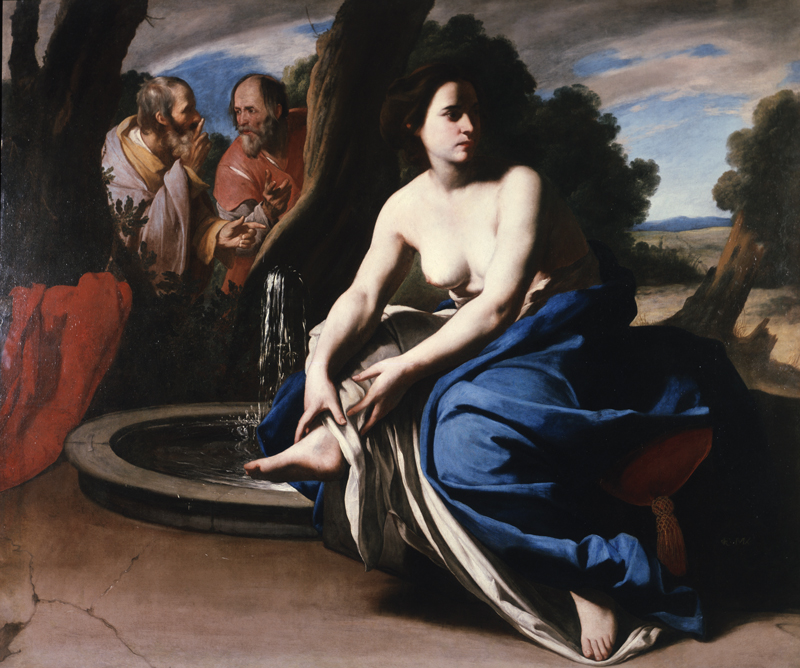
Massimo Stanzione: Susanna und die Ältesten, 1631–1637
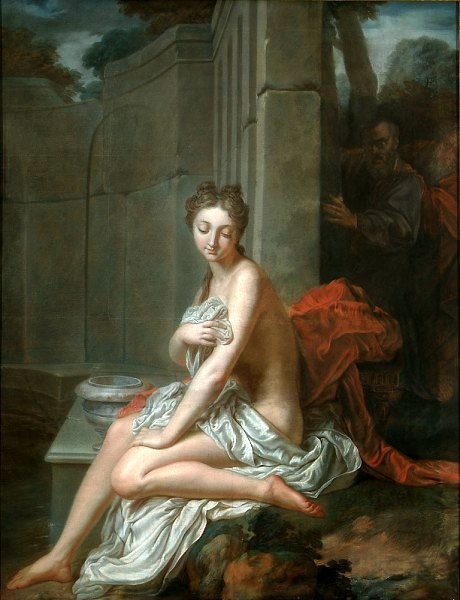
Jean-Baptiste Santerre: Susanna und die Ältesten, nach 1704
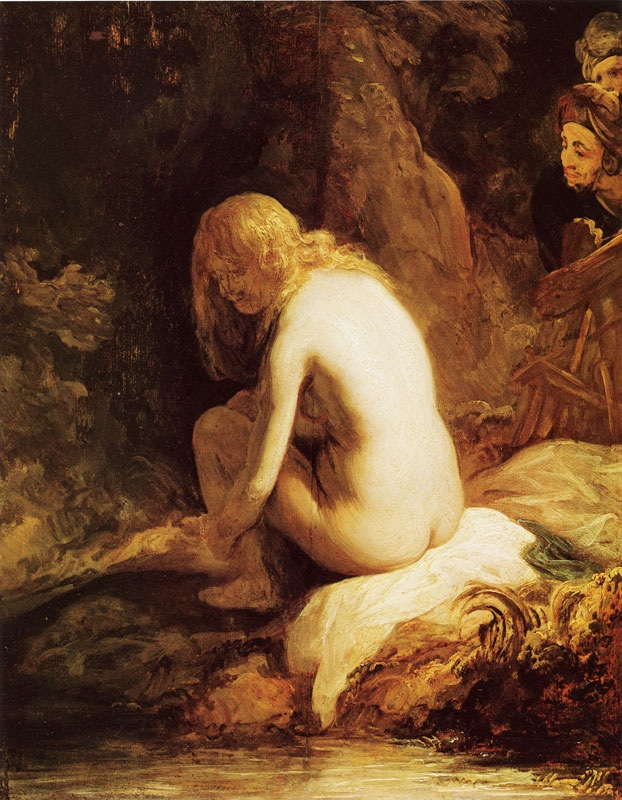
Rembrandt van Rijn: Susanna im Bade, um 1630

### Naturalistische Historienmalerei
Nach Bärnreuthers Interpretation „erübrigt sich eine tiefergreifende ikonografische Analyse“, da die hinzugefügten Accessoires einschließlich der Köpfe der Alten und des Vorhangs nebensächlich und anekdotenhaft seien und damit eine Allusion auf das Thema schaffen. Corinth bediene damit „die konventionelle Rhetorik des Blicks, der das sieht, was er zu sehen gewohnt ist.“ Obwohl die frühen Werke Corinths mit religiösen Motiven formal und kompositorisch auf verschiedene Schulen zurückgriffen, bei denen Corinth in Ausbildung war, und auch die Alten Meister einbezogen, waren sie jedoch auch vom Naturalismus geprägt. Diese Form der Malerei, die Abkehr von der „Gelehrtenmalerei“, entwickelte sich sowohl in Deutschland und Frankreich bereits mit Jean-Auguste-Dominique Ingres und Anselm Feuerbach, vor allem aber in naturalistischen und realistischen Historiendarstellungen und Bildern nach literarischen Vorlagen von Gustave Courbet, Max Klinger, Lawrence Alma-Tadema und Franz von Stuck.
Auch Makela stellt heraus, dass die Darstellung der Susanna, obwohl idealisiert dargestellt, identifizierbar realistisch sei und Corinth nur wenige ihrer traditionellen ikonografischen Attribute aufnimmt. Da zudem nur einer der zwei lüsternen Alten hinter dem Vorhang deutlich zu sehen ist, „operiere Corinths Darstellung ebenso auf einer säkulären wie auf einer religiösen Ebene.“ Sie stellt hier eine Parallele zur Pietà her, bei der der Körper des verstorbenen Christus ebenfalls sehr realistisch und wenig idealisiert dargestellt ist, und bei dem ebenfalls auf typische Ikonografien wie den Heiligenschein verzichtet wurde; nach ihrer Darstellung wurde von einem Rezensenten gar vorgeschlagen, den Titel von Beweinung Christi in Beweinung eines Todten umzubenennen.

### Aktdarstellung
Die naturalistische Gestaltung der Bilder zeigt sich bei Corinth ganz besonders in den Aktdarstellungen, sowohl im Bereich der Historienmalerei wie auch in seinen Aktporträts. Laut Friedrich Gross verdankte er seinen „Ruf als besonders sinnlicher, Rubens verwandter Maler […] seinen Akten, sowohl den Darstellungen von Modellen als auch den Figuren mythologischer und symbolischer Kombination.“ Dabei stelle er „wie Manet oder Klinger dem akademischen Schönheitsideal des 19. Jahrhunderts eine lebenswahre, prosaische Gestaltung des nackten Menschen entgegen.“ Zugleich spiegele die Frauendarstellung in Corinths Figurenkompositionen fast kritiklos die patriarchalischen Verhältnisse der bürgerlichen Gesellschaft und stelle die Frauen in der Regel als Verführerin, als Sich-Hingebende oder wie im Fall der Susanna im Bade als Bedrängte dar.
Gert von der Osten schrieb 1955, dass sich Corinth während seiner Ausbildung an der Académie Julian zum ersten Mal intensiver mit der Aktmalerei auseinandersetzte. Aus dieser Zeit seien viele Skizzen und Studien vorhanden, ein großes Aktbild, an dem er arbeitete, sei jedoch verloren gegangen. Bei Corinth wurde hier nach van der Osten zum ersten Mal der Frauenleib zu einem „lebenden atmenden Wesen“, was auch auf seine späteren Werke immer zuträfe. Van der Osten schrieb, dass auch die in Königsberg gemalte Susanna im Bade der „Pariser Ernte“ zuzuordnen sei; er beschrieb es als Grenzthema zwischen „Historie und Sittenbild“, das besonders dazu geeignet war, „die Selbstbefreiung Corinths zu fördern“. Während frühere Werke wie Das Komplott und andere noch sehr der Münchner Schule verhaftet seien, sei hier „zum ersten Mal das anekdotenhafte Genrestück“ derselben überwunden. Die Susanna habe „kaum mehr etwas von novellistischer Zuspitzung, von gestellten Modellen, nichts habe [sie] auch von der übermäßigen Gespanntheit, mit welcher Leibl in tragischem Scheitern seine Wildschützen erfüllt“ habe. Der Maler Wilhelm Leibl hatte dieses Bild zerstört, Corinth lernte es jedoch noch vorher in Paris kennen, was ihm „Mahnung und Warnung zugleich“ wurde.

### Voyeurismus

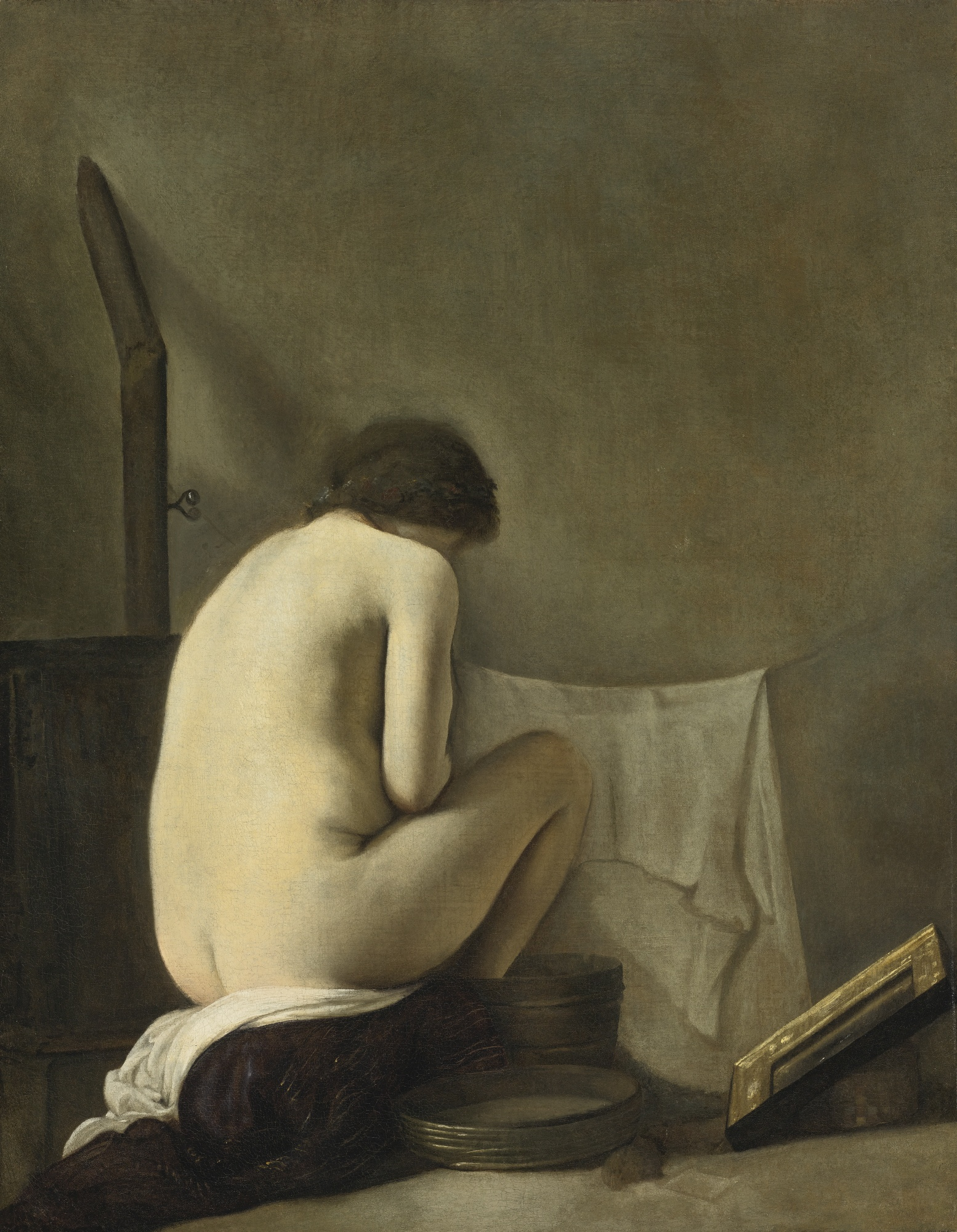
Paulus Bor: Sitzende Badende beim Ofen, 1640er Jahre

Wie dargestellt wählte Corinth eine Szene der Geschichte aus, in der die beiden Ältesten die Frau in dem intimen Moment des Bades beobachten und belauschen, indem sie sich hinter einem Vorhang verstecken und für die Dargestellte unsichtbar bleiben. Durch die Nutzung seines eigenen Gesichts stellt sich Corinth selbst in die Position des Voyeurs. Mehrere klassische und auch zeitgenössische Vorbilder nutzten die gleiche Szene für ihre Susanna-Darstellungen.
Eine besondere Rolle für die Voyeursszenerie stellt dabei der durch die Beleuchtung in den Vordergrund gestellte Rücken der Beobachteten dar, wie es unter anderem auch in Rembrandts Susanna oder in der Sitzenden Badenden beim Ofen von Paulus Bor umgesetzt wurde. Die Rückenposition signalisiert nach Sevcik 2022 die „Fiktion des Unbeobachtetseins“ der Frau und schafft damit eine „reizvolle Stimmung“ für den Betrachter. Es entsteht eine „für den ‚Männerblick‘ geschaffene Perspektive, die ‚das besitzergreifende Begehren des Voyeurs‘ anfeuern soll.“

## Provenienz und Ausstellungen

### Provenienz
Die Provenienz der beiden Bilder wurde bislang nicht oder nur teilweise systematisch erforscht.
Dem Werkverzeichnis von Berend-Corinth folgend befand sich die erste Fassung des Bildes zuerst in Privatbesitz bei Alice Schurz in Wiesbaden, von der es auch für die Gedächtnisausstellung in der Berliner Nationalgalerie 1926 geliehen wurde, und später in der Kunstsammlung der Stadt Königsberg. Danach war der Verbleib des Bildes unbekannt (Stand 1992), bis es 2006 im Auktionshaus von Koller Auktionen in der Schweiz verkauft wurde. Am 3. November 2015 fand bei Sotheby’s in New York eine weitere Auktion für das Bild statt, wobei der Verkaufspreis des Bildes auf 100.000 bis 150.000 US-Dollar geschätzt wurde; verkauft wurde es für 137.500 US-Dollar.
Für die zweite Fassung listet das Werkverzeichnis die Besitzer ohne Angabe von genaueren Daten. Sie war demnach anfänglich im Besitz der Berliner Kunsthandlung Ernst Zaeslein und ging von dort an einen privaten Besitzer in Breslau. Über die Ende 1913 von Georg Caspari gegründete Münchener Galerie Caspari ging das Bild später an den Kunstsammler Karl Wilhelm Zitzmann in Erlangen und von dort in die Sammlung des Kunsthändlers Julius Stern in Düsseldorf über. Der letzte Privatbesitzer des Bildes war die Familie des Druckereibesitzers und Verlegers Girardet, und seit 1966 befindet es sich durch eine Schenkung von Wilhelm Girardet, Sohn von Wilhelm Girardet junior, in der Sammlung des Museums Folkwang in Essen, wo es unter der Inventarnummer G 349 verzeichnet ist.

### Ausstellungen
Corinths Susanna im Bade wurde in seiner ersten Fassung 1891 im Salon de Paris eingereicht und ausgestellt, erreichte aber nicht den Erfolg des im Vorjahr ausgestellten Gemäldes Pietà und die „mention honorables“. Im Jahr 1893 wurde das Bild zum einen bei der Großen Berliner Kunstausstellung, zum anderen bei der „Freien Berliner Kunstausstellung 1893“ der späteren Berliner Secession gezeigt. Ebenfalls 1893 wurde es auf einer Ausstellung des Münchener Kunstvereins präsentiert. 1903 war es in der Galerie von Paul Cassirer in Berlin und 1913 in der Galerie Wimmer in München ausgestellt. 1926, ein Jahr nach dem Tod von Lovis Corinth, war es Teil einer Ausstellung des Kunstvereins Kassel sowie einer weiteren in der Berliner Nationalgalerie; der Kunstverein Dresden zeigte das Bild 1927 zum letzten Mal vor der Zeit des Nationalsozialismus und dem Zweiten Weltkrieg.
Nach dem Zweiten Weltkrieg war Susanna im Bade 1950 im Landesmuseum Hannover zu sehen und 1958 in Wolfsburg. Die Kunsthalle Köln stellte das Bild im Jahr 1976 aus und 1985 war es zusammen mit zahlreichen anderen Werken Teil der Ausstellung Lovis Corinth 1858–1925 im Museum Folkwang in Essen sowie bei der Hypo-Kulturstiftung in München. 1992 wurde es im Kunstforum Wien und danach bis Anfang 1993 im Niedersächsischen Landesmuseum Hannover gezeigt. 1996 war es Bestandteil einer umfangreichen Retrospektive zum Werk von Lovis Corinth in der Nationalgalerie in Berlin, dem Haus der Kunst in München sowie der Tate Gallery in London und dem Saint Louis Art Museum.
Von Oktober 2022 bis Februar 2023 war es neben zahlreichen weiteren Kunstwerken mit Motiven der Susanna-Geschichte Bestandteil der Ausstellung Susanna – Bilder einer Frau vom Mittelalter bis MeToo im Wallraf-Richartz-Museum & Fondation Corboud in Köln.

## Belege
1. 1 2 3 4 5 6 7 8 9  
Susanna im Bade. (BC 74). In: Charlotte Berend-Corinth: Lovis Corinth. Werkverzeichnis. Neu bearbeitet von Béatrice Hernad. Bruckmann Verlag, München 1992, ISBN 3-7654-2566-4, S. 65–66.
2. 1 2 3 4 5 6 7  
Andrea Bärnreuther: Susanna im Bade, II. Fassung, 1890. In: Peter-Klaus Schuster, Christoph Vitali, Barbara Butts (Hrsg.): Lovis Corinth. Prestel, München 1996, ISBN 3-7913-1645-1, S. 106.
3. ↑  
Polanger Jüdin. (BC 76). In: Charlotte Berend-Corinth: Lovis Corinth. Werkverzeichnis. Neu bearbeitet von Béatrice Hernad. Bruckmann Verlag, München 1992, ISBN 3-7654-2566-4, S. 66.
4. ↑  Akademie der Bildenden Künste München: Lovis Corinth, Eintrag im Matrikelbuch. In: matrikel.adbk.de. Abgerufen am 19. März 2023.
5. 1 2 3 4 5 6 7 8  
Biografische Skizze. In: Michael F. Zimmermann: Lovis Corinth. Reihe Beck Wissen bsr 2509. C. H. Beck, München 2008, ISBN 978-3-406-56935-7; S. 9–26; hier S. 12–13.
6. 1 2 3 4 5 6 7 8 9  Anja K. Sevcik: Susanna zwischen Akt und Historie. In: Roland Krischel, Anja K. Sevcik (Hrsg.): Susanna – Bilder einer Frau vom Mittelalter bis MeToo. Katalog anlässlich der gleichnamigen Ausstellung der Wallraf-Richartz-Museum & Fondation Corboud, 28. Oktober 2022 bis 26. Februar 2023. Michael Imhof Verlag, Petersberg 2022, ISBN 978-3-7319-1230-9, S. 198–200.
7. 1 2  
Horst Uhr: Lovis Corinth. California Press, Berkeley / Los Angeles 1990, ISBN 0-520-06776-2, S. 55–61.
8. ↑  
Lovis Corinth: Selbstbiographie. Hirzel, Leipzig 1926; hier S. 107 (Digitalisat, abgerufen am 19. März 2023).
9. 1 2 3 4 5  
Maria Makela: Mythologie, Religion und Gesellschaft als Bildthemen Corinths. In: Peter-Klaus Schuster, Christoph Vitali, Barbara Butts (Hrsg.): Lovis Corinth. Prestel, München 1996, ISBN 3-7913-1645-1, S. 59–68; hier S. 59–60.
10. 1 2 3  
Susanna und die beiden Alten. (BC 144). In: Charlotte Berend-Corinth: Lovis Corinth. Werkverzeichnis. Neu bearbeitet von Béatrice Hernad. Bruckmann Verlag, München 1992, ISBN 3-7654-2566-4, S. 75.
11. 1 2 3  
Susanna im Bade. (BC 387). In: Charlotte Berend-Corinth: Lovis Corinth. Werkverzeichnis. Neu bearbeitet von Béatrice Hernad. Bruckmann Verlag, München 1992, ISBN 3-7654-2566-4, S. 112.
12. 1 2 3  
Susanna und die beiden Alten. (BC 910). In: Charlotte Berend-Corinth: Lovis Corinth. Werkverzeichnis. Neu bearbeitet von Béatrice Hernad. Bruckmann Verlag, München 1992, ISBN 3-7654-2566-4, S. 190–191.
13. 1 2 3  
19th Century European Art / Lot 74 auf Sotheby’s, 3. November 2015; Auktion für Lovis Corinth: Susanna im Bade, abgerufen am 19. März 2023; Ergebnis nur eingeloggt verfügbar.
14. ↑  Gerhard Gerkens: Die ›literarischen‹ Themen im Werk von Corinth. In: Zdenek Felix (Hrsg.): Lovis Corinth 1858–1925. Publikation zur Ausstellung im Folkwang Museum Essen (10. November 1985 – 12. Januar 1986) und in der Kunsthalle der Hypno-Kulturstiftung München (24. Januar – 30. März 1986). DuMont Buchverlag, Köln 1985, ISBN 3-7701-1803-0; S. 23–38, hier S. 26.
15. 1 2  Friedrich Gross: Die Sinnlichkeit in der Malerei Corinths. In: Zdenek Felix (Hrsg.): Lovis Corinth 1858–1925. Publikation zur Ausstellung im Folkwang Museum Essen (10. November 1985 – 12. Januar 1986) und in der Kunsthalle der Hypno-Kulturstiftung München (24. Januar – 30. März 1986). DuMont Buchverlag, Köln 1985, ISBN 3-7701-1803-0; S. 39–54, hier S. 46.
16. ↑  Friedrich Gross: Die Sinnlichkeit in der Malerei Corinths. In: Zdenek Felix (Hrsg.): Lovis Corinth 1858–1925. Publikation zur Ausstellung im Folkwang Museum Essen (10. November 1985 – 12. Januar 1986) und in der Kunsthalle der Hypno-Kulturstiftung München (24. Januar – 30. März 1986). DuMont Buchverlag, Köln 1985, ISBN 3-7701-1803-0; S. 39–54, hier S. 50.
17. 1 2 3 4  
Gert von der Osten: Lovis Corinth. Verlag F. Bruckmann, München 1955; S. 50–51.
18. ↑  Lovis Corinth. Katalog der Ausstellung Lovis Corinth. Ausstellung von Gemälden und Aquarellen zu seinem Gedächtnis in der Nationalgalerie Berlin, 1926; S. 24.
19. ↑  
Lovis Corinth: Susanna im Bade bei Koller Auktionen, 23. Juni 2006; Auktion für Lovis Corinth: Susanna im Bade, abgerufen am 19. März 2023.
20. ↑  
Susanna im Bade in der Sammlung des Folkwang-Museums Essen; abgerufen am 19. März 2023.
21. ↑  Die Berliner Kunstausstellung. In: Das Vaterland, 27. Mai 1893, S. 2 (online bei ANNO).
22. ↑  Vom Münchener Kunstverein. In: Oesterreichische Kunst-Chronik / Allgemeine Kunst-Chronik. Zeitschrift für Kunst, Kunstgewerbe und Literatur / Allgemeine Kunst-Chronik. Illustrirte Zeitschrift für Kunst, Kunstgewerbe, Musik und Literatur / Allgemeine Kunst-Chronik. Illustrirte Zeitschrift für Kunst, Kunstgewerbe, Musik, Theater und Literatur, 1. Dezember 1893, S. 9 (online bei ANNO).
23. ↑  Zdenek Felix (Hrsg.): Lovis Corinth 1858–1925. Publikation zur Ausstellung im Folkwang Museum Essen (10. November 1985 – 12. Januar 1986) und in der Kunsthalle der Hypno-Kulturstiftung München (24. Januar – 30. März 1986). DuMont Buchverlag, Köln 1985, ISBN 3-7701-1803-0.
24. ↑  Roland Krischel, Anja K. Sevcik (Hrsg.): Susanna – Bilder einer Frau vom Mittelalter bis MeToo. Katalog anlässlich der gleichnamigen Ausstellung der Wallraf-Richartz-Museum & Fondation Corboud, 28. Oktober 2022 bis 26. Februar 2023. Michael Imhof Verlag, Petersberg 2022, ISBN 978-3-7319-1230-9.